# 过秦论
過秦論為西漢初期的才子“洛陽少年”賈誼所作，司馬遷十分推崇這篇政論，《史記·秦始皇本紀》之後“太史公曰”大量引用其中四段之文（止於“攻守之勢異也”），另在《陳涉世家》中又引用第一段。《汉书·陈胜项籍传》亦引用《过秦论》的部分文字。《昭明文選》則分為上、中、下三篇，分別評論秦始皇、秦二世、子嬰三代的過失，總結秦亡的教訓；其中又以上篇〈過始皇〉最後指出，“仁義不施而攻守之勢異也”是秦朝迅速滅亡的原因。

## 相關評價
唐朝詩人张九龄有《和黄门卢监望秦始皇陵》詩吟：“一闻《过秦论》，载怀空杼轴。”
唐人徐彦伯《登长城赋》吟:“贾谊则洛阳才子，飞雄论以过秦。”
唐朝詩人孟郊《寄崔纯亮》诗云：“时读《过秦篇》，为君涕滂沱。”
北宋詩詞大家陈师道说:“贾谊之《过秦》，以谕汉也；陆机之《辨亡》以警晋也，有经世之心焉。”
《文心雕龙·论说》提到:“陆机《辨亡》效《过秦》而不及，然亦美矣。”
明人方岳贡认为干宝的《晋论》摹拟《过秦论》。
清朝散文家姚鼐在《古文辭類纂》中評“雄駿宏肆”。
魯迅評價為“西漢鴻文”，“疏直激切，盡所欲言”。
《管锥编》指出：贾生此文开头“有席卷天下、包举宇内、囊括四海之意，并吞八荒之心”，既“横梗板障，拆散语言眷属，对偶偏枯杌陧”，又犯了“堆叠成句，词肥意瘠”之病，最终指出“此论自是佳文，小眚不掩大好，谈者固毋庸代为饰非文过了。”